# Zeja (città)
Zéja (in russo Зе́я?, anche traslitterata in Zeya) è una cittadina nell'Estremo oriente russo, situata nell'Oblast' dell'Amur, sul fiume omonimo, circa 530 km a nord del capoluogo Blagoveščensk; è capoluogo del distretto omonimo.
Fondata nel 1879 con il nome di Zeja-Pristan' (Зея-Пристань), ricevette lo status di città nel 1906 e l'attuale nome nel 1913.

## Geografia fisica

### Territorio
La città di Zeja si trova a nord della piana dell'Amur-Zej, sulla riva destra del fiume Zei a 660km dalla sua foce e alle pendici meridionali dei Monti Tukuringra.

### Clima
Il clima della città di Zeja è equiparabile a quello delle zone dell'estremo nord, un clima continentale.
•La temperatura media annuale è di -0.8 C°
•L'umidità dell'aria è in media del 74.3%
•La velocità media del vento è di 25km/h

## Storia
La città di Zeja fu fondata nel 1879 come punto di transito per la società mineraria per l'estrazione dell'oro Zejskj. Dal momento in cui ottenne lo status di città dal 1906 e il 1913 la città si chiamo Zeja-Pristan'(scalo).

## Infrastrutture e trasporti
Nel 1 Gennaio 2011 nella città erano presenti 5 scuole, una delle quali ha ricevuto poi lo status di liceo, un centro dell'istruzione comunale, una scuola di musica, una scuola di medicina, e il college minerario Pokrovskij (nell'edificio della scuola professionale N°28).
Nella città di Zeja ci sono diverse istituzioni culturali: una casa della creatività per bambini, un museo di storia locale, un museo dell'estrazione dell'oro e un teatro popolare.

## Economia
Il ruolo principale nell'economia di Zeja appartiene all'industria elettrica. La centrale idroelettrica Zeja è una delle più grandi centrali idroelettriche dell'estremo oriente della Russia, seconda solo alla centrale idroelettrica della Burea, e produce annualmente da 4 a 6 miliardi di kilowattora di elettricità. Sul territorio è anche presente l'industria dell'estrazione dell'oro.

## Curiosità
•monastero femminile della vergine-Albazinsk di San Nicola.
•un museo di storia locale
•un museo sulla costruzione della centrale idroelettrica di Zeja.